# Lesgor
Lesgor es una comuna francesa situada en el departamento de Landas, en la región de Nueva Aquitania.

## Demografía
| 335 | 326 | 287 | 247 | 268 | 261 | 431 |
| Para los censos de 1962 a 1999 la población legal corresponde a la población sin duplicidades (Fuente: INSEE [Consultar]) |     |     |     |     |     |     |